# Pseudocirripathes mapia
Pseudocirripathes mapia is een Antipathariasoort uit de familie van de Antipathidae. De wetenschappelijke naam van de soort is voor het eerst geldig gepubliceerd in 2009 door Bo et al..